# Spicy voxx
『Spicy voxx』（スパイシーヴォックス）は、2010年4月5日から2019年9月26日までエフエム長崎で放送されたラジオ番組。
週4日間の帯で放送されていた夕方のワイド番組で、番組終了時には毎週月曜 - 木曜 16:00 - 18:54（日本標準時）に放送。前身番組の『G.Radio ℃』と同様に、アミュプラザ長崎1階のかもめ広場に設けられているKAMOMEスタジオからの公開生放送。後継番組の『Colors』も同様に、KAMOMEスタジオからの公開生放送を行っている。
番組は2012年4月のリニューアルで一度『Spicy voxxx』と改題したが、それから3年後にタイトルを元に戻している。

## パーソナリティ
月曜・火曜
- 高森順子（2010年4月[1] - 2018年3月[6]）
- 野上唯子（2018年4月[6] - 2019年9月） - 番組の終了後にも引き続き『Colors』に出演。

水曜・木曜
- 平川歩美（2010年4月[1] - 2019年9月） - 番組の終了後にも引き続き『Colors』に出演。
- 伊藤凜（2015年4月[7]）

全日
- DJマーク（2012年4月[2] - 2019年9月） - 水曜・木曜に伊藤凜が出演している間は月曜・火曜のみを担当していた[7]。